# Вулиця Миклухо-Маклая (Львів)
Ву́лиця Миклу́хо-Макла́я — вулиця Личаківського району Львова, що з'єднує вулицю Лисенка із Гуцульською. Не має власних номерів будинків. Рух транспорту односторонній, у напрямку вулиці Гуцульської.
Попередні назви: Сліпа, Коротка. До 1871 року — Бічна стрілецька, тобто бічна відносно Стрілецької — теперішньої вул. Лисенка. Від 1871 року — вулиця Сави. У 1946 році названа на честь Миклухо-Маклая Миколи Миколайовича (1846—1888) — російського мандрівника, антрополога, етнографа українського походження.
Вулиця Миклухо-Маклая є південно-західною частиною межі, що відділяє Регіональний ландшафтний парк «Знесіння» від охоронної зони парку.